# El Cantón del San Pablo
El Cantón del San Pablo är en kommun i Colombia.   Den ligger i departementet Chocó, i den västra delen av landet, 300 km väster om huvudstaden Bogotá. Antalet invånare är 6 213.